# Chef de l'opposition (Australie-Occidentale)
En Australie-Occidentale, le chef de l'opposition (en anglais : Leader of the Opposition) est le chef de l'opposition parlementaire de l'Assemblée législative du Parlement d'Australie-Occidentale.